# Grand Hotel van Cleef
Das Grand Hotel van Cleef (kurz GHvC) ist ein deutsches Independent-Label aus Hamburg.

## Geschichte
Es wurde im September 2002 von den Musikern Thees Uhlmann, Marcus Wiebusch und Reimer Bustorff gegründet. Die neu gegründete Band Kettcar, in der Wiebusch und Bustorff spielten, hatte kurz zuvor ihr erstes Album Du und wieviel von deinen Freunden eingespielt, fand jedoch kein Label, um es zu veröffentlichen. Zudem stand fest, dass Uhlmanns Band Tomte in Kürze ihr drittes Album Hinter all diesen Fenstern fertigstellen würde. Der große Fanzuspruch schon vor der Veröffentlichung gab letzten Endes den Ausschlag dafür, das Label zu gründen.
Der Name entstand aus einem Scherz: Auf Thees Uhlmanns Frage, wie man denn ein eigenes Label nennen könne, antwortete Ex-Tomte-Schlagzeuger Timo Bodenstein „Hotel van Cleef“, um seine Herkunft aus der Gastroszene und seine Begeisterung für den Schauspieler Lee van Cleef zu verbinden. So hieß dann Tomtes Label Hotel van Cleef. Durch die Fusion mit Marcus Wiebuschs B.A. Records wurde es in Grand Hotel van Cleef umbenannt.
2004 bildeten die Musiker Thees Uhlmann, Marcus Wiebusch, Felix Gebhard und Max Schröder, die mit ihren Bands beim Grand Hotel Van Cleef sind, zusammen mit Schauspieler Jürgen Vogel für den Film Keine Lieder über Liebe die Hansen Band, die später auch auf Tour durch Deutschland ging.
Die größten Charterfolge des Labels waren das Album Gute Laune ungerecht verteilt der Band Kettcar, das den ersten Platz belegte, sowie Buchstaben über der Stadt der Band Tomte und Thees Uhlmann von Thees Uhlmann, beide auf dem vierten Platz und Kettcars Veröffentlichungen Von Spatzen und Tauben, Dächern und Händen, Sylt und Zwischen den Runden, die jeweils den fünften Platz erreichten. Die Hansen Band, Olli Schulz und der Hund Marie, Young Rebel Set und Kilians konnten ebenso Charterfolge mit dem Grand Hotel van Cleef einfahren.
Am 26. August 2012 feierte das Label seinen zehnten Geburtstag mit einem Konzertabend auf der Trabrennbahn in Hamburg-Bahrenfeld. Mit dabei waren neben Kettcar und Tomte (in Originalbesetzung) auch die GHvC-Acts Kilians, Thees Uhlmann & Band, Young Rebel Set und Hansen Band sowie Casper als Fan des Labels und gutem Freund von Thees Uhlmann.
Am 26. November 2012 wurde das Label mit dem Musikpreis HANS als bestes Hamburger Label des Jahres 2012 ausgezeichnet.
Im Jahr 2016 erwirtschaftete das Label bei einem Umsatz von einer Million Euro einen Gewinn von 117.000 Euro.
Am 18. August 2017 feierte das Label seinen 15. Geburtstag mit einer Ausgabe des Fest van Cleef auf dem Großmarkt in Hamburg-Hammerbrook. Mit dabei waren neben Kettcar und Thees Uhlmann & Band der GHvC-Act Fortuna Ehrenfeld sowie Gisbert zu Knyphausen.

## Struktur

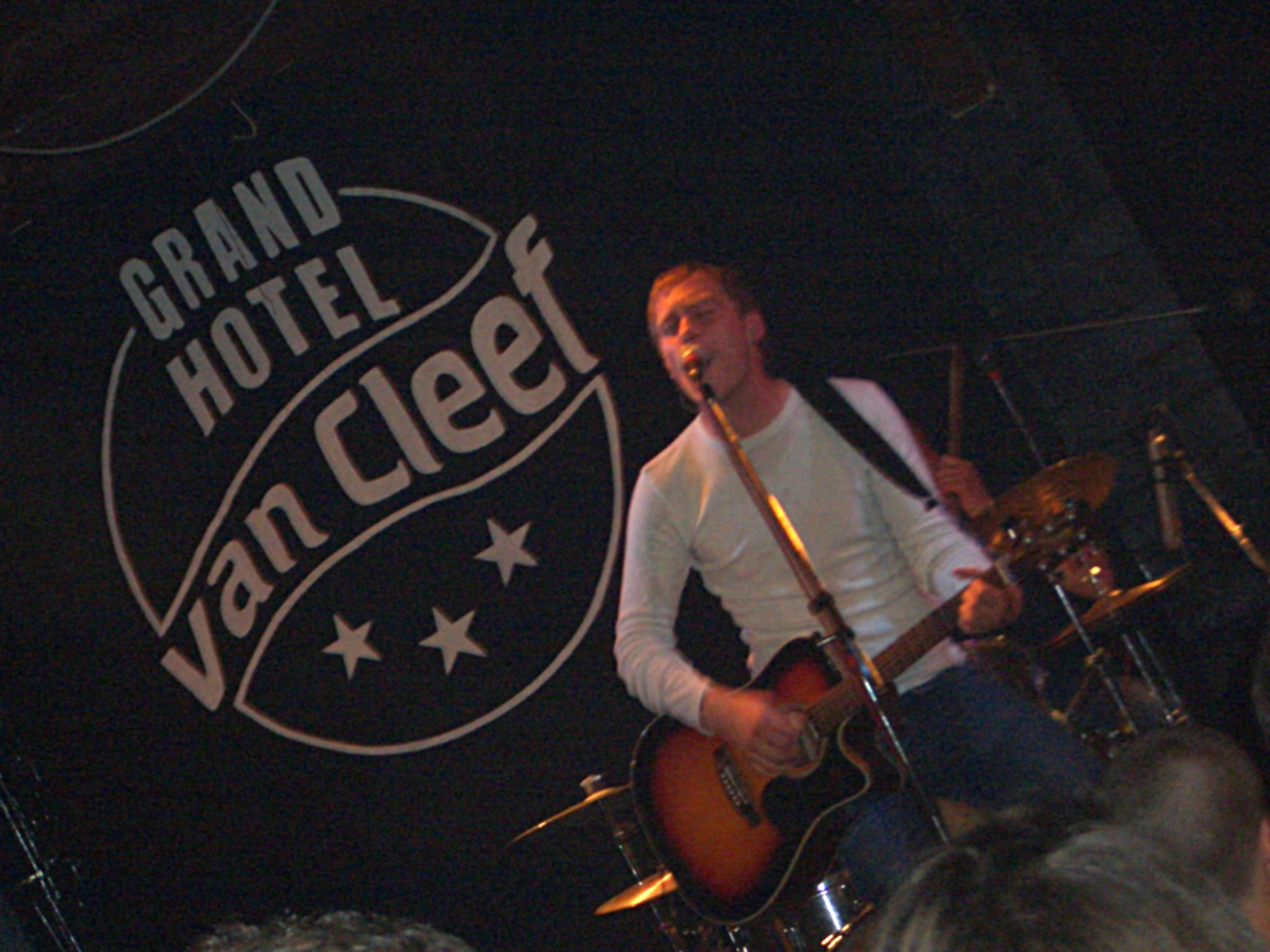
Mitgründer Thees Uhlmann vor dem Firmenlogo

Neben der Veröffentlichung von Tonträgern, dem Musikverlag und dem Merchandise ist Grand Hotel Van Cleef auch als Bookingagentur für die Künstler An Horse, Beat! Beat! Beat!, Ghost of Tom Joad, Greg MacPherson, HONIG, Imaginary Cities, John K. Samson, Kettcar, Kilians, Nagel von Muff Potter, Maike Rosa Vogel, Plan B, Thees Uhlmann & Band, Tim Neuhaus, Tomte, Torpus & the Art Directors und Young Rebel Set tätig.

## Fest van Cleef / Cruise van Cleef
Ab 2006 veranstaltete das Label, bei der ersten Auflage noch unter dem Namen Simon, die alte Frau van Cleef und ich-Festival, ein eigenes Festival namens Fest van Cleef, bei dem an jeweils drei aufeinanderfolgenden Tagen in drei verschiedenen Städten sechs Bands des Labels bzw. befreundete Bands auftreten. 2010 fand das Fest van Cleef erstmals nicht als Open Air im Sommer, sondern im Dezember statt. Zudem wurde das Line-Up vergrößert, es wurden parallel zwei Bühnen bespielt. Ab 2013 fand das Festival unter dem Namen Cruise van Cleef an Bord der Syltfähre auf der Nordsee statt. Zum 15-jährigen Jubiläum fand 2017 eine Neuauflage des Fest van Cleef in Hamburg statt.
Fest van Cleef
- 2006: 4.–6. August in Hannover, Trier und Bonn

mit Tomte, Kettcar, The Weakerthans, Olli Schulz und der Hund Marie, Pale, Home of the Lame
- 2007: 6.–8. Juli in Potsdam, Bremen und Karlsruhe

mit Kettcar, Kante, Bernd Begemann, Maritime (Band), Hansen Band, Kilians
- 2008: 25.–27. Juli in Mannheim, Köln und Großefehn

mit Kettcar, Tomte, Robocop Kraus, I Am Kloot, Niels Frevert, Ghost of Tom Joad
- 2009: 10.–12. Juli in Northeim, Freiburg und Essen

mit Element of Crime, Tomte, Why?, Muff Potter, Kilians, Gisbert zu Knyphausen
- 2010: 10.–12. Dezember in Berlin, Mainz und Bielefeld

mit Kettcar, Thees Uhlmann & Freunde, Gisbert zu Knyphausen, Nils Koppruch, Young Rebel Set, An Horse, Beat! Beat! Beat!, Tim Neuhaus
- 2011: 9.–11. Dezember in Bielefeld, Trier und Dresden

mit Element of Crime, Thees Uhlmann & Band, Casper, Frank Turner, Ghost of Tom Joad, Clickclickdecker, Moritz Krämer, Maike Rosa Vogel
- 2012: 30. November – 2. Dezember in München, Köln und Wiesbaden

mit Kettcar, John K. Samson, Jukebox the Ghost, Torpus & the Art Directors, Patrick Richardt, Käptn Peng & Die Tentakel von Delphi
- 2017: 18. August in Hamburg (15 Jahre GHvC)

mit Kettcar, Thees Uhlmann & Band, Gisbert zu Knyphausen, Fortuna Ehrenfeld
Cruise van Cleef
- 2013: Kettcar, Torpus & The Art Directors, Patrick Richardt, Spaceman Spiff (1. August)
- 2014: Thees Uhlmann & Band, Tim Neuhaus, Intergalactic Lovers (29. Juli)
- 2015: Marcus Wiebusch, Bernd Begemann, Torpus & the Art Directors (23. Juli)
- 2016: Donots, East Cameron Folkcore, Torpus & the Art Directors (14. Juli)
- 2017: Clueso, Tim Neuhaus, Patrick Richardt (5. Juli)
- 2018: Kettcar, Torpus & the Art Directors, Grillmaster Flash (23. August)
- 2019: Thees Uhlmann & Band, OVE, Theodor Shitstorm (15. August)

## Künstler
- Adam Angst
- An Horse
- Amos the Kid
- Bernd Begemann & die Befreiung (jetzt bei Tapete Records)
- Blunt Mechanic
- Chaoze One
- Death Cab for Cutie (jetzt bei Atlantic Records)
- Der Hund Marie (als Max Schroeder & das Love jetzt bei Meekalonious Pip Records)
- East Cameron Folkcore
- Escapado
- Fjørt
- Fortuna Ehrenfeld (jetzt bei Tonproduktion Records)
- Hansen Band
- Herrenmagazin
- Home of the Lame
- Imaginary Cities (jetzt bei Votiv)
- John K. Samson (jetzt bei Epitaph Records)
- Kettcar
- Kilians
- Kochkraft durch KMA
- Lirr
- Tom Liwa
- Nils Koppruch
- Marcus Wiebusch
- Maritime
- Marr
- Ola Podrida (jetzt bei Western Vinyl)
- Olli Schulz und der Hund Marie (Olli Schulz jetzt bei Trocadero Records)
- Pale
- Paper & Places
- Patrick Richardt (jetzt bei Snowhite)
- Propagandhi (jetzt bei Epitaph Records)
- Rob Lynch
- Spaceman Spiff
- Thees Uhlmann
- Tim Neuhaus
- Tomte
- Torpus & the Art Directors
- Young Rebel Set

## Label-Kompilationen
- Feldstraße 31+5
- Grand Hotel van Cleef präsentiert #1 (4-Track-CD, Beilage zur PnG #63)
- Feldstraße #2

Bei GHvC erscheinen die Immergutrocken-Sampler des Immergut Festivals in Neustrelitz (Mecklenburg-Vorpommern).